# Ilha Thursday
A Ilha Thursday, também conhecida como TI ou Waiben, é o centro administrativo e comercial das Ilhas do Estreito de Torres. Dista 39 km do norte da Península do Cabo York, Queensland, Austrália. Com uma área total de 3,5 km2, tem como seu ponto mais alto o Monte Milman, com 104 metros acima do nível do mar. Na Segunda Guerra Mundial, tal elevação foi um estratégico ponto de operações.
De acordo com o censo australiano de 2006, a Ilha Thursday apresentava uma população total de 2.546, grande parte dos quais autóctone (povo relacionado aos papuas).